# 41e corps de blindés (Allemagne)
Le 41e corps de blindés (en allemand : XXXXI. Panzerkorps) était un corps d'armée d'unités blindées (les panzers), de l'armée de terre allemande, la Heer, au sein de la Wehrmacht, pendant la Seconde Guerre mondiale.

## Historique
Le XXXXI. Panzerkorps est formé le 10 juillet 1942 à la suite de la redésignation du XXXXI. Armeekorps.

Il combat à Bely, dans des opérations anti-partisans à Nikitinka, Yartsevo, Vyazma et Dukhovshchina. Il combat à Smolensk, Kromy et Briansk en mars 1943 et à Sevsk, Troubtchevsk et Ponyri en avril 1943. En septembre 1943, il est connu sous le nom de Gruppe Harpe. Il est engagé plus tard à Koursk. Il est pratiquement anéanti à Bobruisk en juin 1944 et, après sa reconstitution, il lutte contre les contre-offensives soviétiques, en retraitant à travers la province de Prusse-Orientale. Il y demeure jusqu'en mars 1945, quand il est envoyé à la Havel, où il se rend aux Alliés occidentaux à la fin de la guerre.

## Organisation

### Commandants successifs
| Date                               | Grade                     | Commandant             |
| ---------------------------------- | ------------------------- | ---------------------- |
| 10 juillet 1942 - 15 octobre 1943  | General der Panzertruppen | Josef Harpe            |
| 15 octobre 1943 - 31 janvier 1944  | General der Artillerie    | Helmuth Weidling       |
| 1er février 1944 - 10 mars 1944    | Generalleutnant           | Ehrenfried-Oskar Boege |
| 11 mars 1944 - 20 juin 1944        | General der Artillerie    | Helmuth Weidling       |
| 20 juin 1944 - 1er juillet 1944    | Generalleutnant           | Edmund Hoffmeister     |
| 1er juillet 1944 - 20 juillet 1944 | General der Artillerie    | Helmuth Weidling       |
| Reformation 1944                   |                           |                        |
| 13 août 1944 - 10 avril 1945       | General der Artillerie    | Helmuth Weidling       |
| 10 avril 1945 - 19 avril 1945      | Generalleutnant           | Wend von Wietersheim   |
| 19 avril 1945 - 8 mai 1945         | Generalleutnant           | Rudolf Holste          |

## Théâtres d'opérations
- Front de l'Est, secteur Centre : Juillet 1942 - Décembre 1944
- Prusse orientale : Décembre 1944 - Mars 1945
- Berlin : Mars 1945 - Mai 1945

## Ordre de batailles

### Rattachement d'Armées
| Date              | Armée          | Groupe d'Armées       |
| ----------------- | -------------- | --------------------- |
| 1942              |                |                       |
| Août              | 2. Panzerarmee | Heeresgruppe Mitte    |
| Novembre          | z. Vfg.        | Heeresgruppe Mitte    |
| Décembre          | 9. Armee       | Heeresgruppe Mitte    |
| 1943              |                |                       |
| Janvier           | 9. Armee       | Heeresgruppe Mitte    |
| Avril             | 2. Panzerarmee | Heeresgruppe Mitte    |
| Juillet           | 9. Armee       | Heeresgruppe Mitte    |
| 30 juillet        | 2. Panzerarmee | Heeresgruppe Mitte    |
| 3 novembre        | 9. Armee       | Heeresgruppe Mitte    |
| 1944              |                |                       |
| 1er janvier       | 9. Armee       | Heeresgruppe Mitte    |
| Reformation 1944' |                |                       |
| Août              | 4. Armee       | Heeresgruppe Mitte    |
| Novembre          | 2. Armee       | Heeresgruppe Mitte    |
| 1945              |                |                       |
| Janvier           | 4. Armee       | Heeresgruppe Mitte    |
| Février           | 4. Armee       | Heeresgruppe Nord     |
| Avril             | -              | OKW                   |
| 12 avril          | 12. Armee      | Heeresgruppe Weichsel |

### Unités subordonnées

#### Unités organiques
- Arko 30
- Arko 146
- Korps-Nachrichten Abteilung 441
- Korps-Nachschub Truppen 441
- Ost-Bataillon 441
- Schwere Granatwerfer Bataillon 441

#### Unités rattachées
2 août 1942
- 52. Infanterie-Division
- 17. Panzer-Division
- 19. Panzer-Division

2 septembre 1942
- 56. Infanterie-Division
- 11. Panzer-Division
- 9. Panzer-Division
- 134. Infanterie-Division
- 52. Infanterie-Division
- 19. Panzer-Division

2 octobre 1942
- 52. Infanterie-Division
- 19. Panzer-Division
- 134. Infanterie-Division
- 293. Infanterie-Division

2 novembre 1942
- 52. Infanterie-Division
- 134. Infanterie-Division
- 293. Infanterie-Division

20 novembre 1942
- 2. Luftwaffen-Feld-Division
- 246. Infanterie-Division
- 86. Infanterie-Division

12 janvier 1943
- 2. Luftwaffen-Feld-Division
- SS-Kavallerie-Division
- 52. Infanterie-Division
- 246. Infanterie-Division

4 février 1943
- 2. Luftwaffen-Feld-Division
- SS-Kavallerie-Division
- 52. Infanterie-Division
- 246. Infanterie-Division
- 256. Infanterie-Division

7 juillet 1943
- 18. Panzer-Division
- 292. Infanterie-Division
- 86. Infanterie-Division

26 décembre 1943
- 134. Infanterie-Division
- 1. SS-Brigade
- Kavallerie-Regiment Mitte
- 253. Infanterie-Division
- 16. Panzer-Division

24 janvier 1944
- 36. Infanterie-Division
- 253. Infanterie-Division
- 134. Infanterie-Division

16 septembre 1944
- 36. Infanterie-Division
- 35. Infanterie-Division
- 129. Infanterie-Division
- 110. Infanterie-Division

16 septembre 1944
- 36. Infanterie-Division
- 35. Infanterie-Division
- 129. Infanterie-Division

16 septembre 1944
- 299. Infanterie-Division
- 558. Grenadier-Division
- 170. Infanterie-Division

1er mars 1945
- Kampfgruppe Hauser
- Divisionsstab z.b.V. 605
- 56. Infanterie-Division
- Kampfgruppe 170. Infanterie-Division

26 avril 1945
- Divisionsgruppe von Hake
- 1. Panzervernichtungs-Brigade "Hitlerjugend"
- Panzer-Jagd-Brigade "Hermann Göring"
- Panzer-Aufklärungs-Abteilung 115

30 avril 1945
- Divisionsgruppe von Hake
- Division z.b.V. (Gaudecker / V-Waffen)
- 1. Panzervernichtungs-Brigade "Hitlerjugend"
- Panzer-Jagd-Brigade "Hermann Göring"
- Panzer-Aufklärungs-Abteilung 115
- 199. Infanterie-Division
- Division Reserve "Hamburg"
- Division Reserve Meyer
- Panzer-Division Clausewitz

### Sources
- (de) XXXXI. Panzerkorps sur lexikon-der-wehrmacht.de